# 흰날개개닮은박쥐
흰날개개닮은박쥐(Peropteryx leucoptera)는 대꼬리박쥐과에 속하는 남아메리카 박쥐의 일종이다. 브라질 북부와 콜롬비아 남동부, 에콰도르, 프랑스령 기아나, 기아나, 페루 동부 지역, 수리남 그리고 베네수엘라에서 발견된다.